# Galles all'Eurovision Choir
Il Galles ha partecipato all'Eurovision Choir of the Year nel 2017, insieme ad altre 8 nazioni aspiranti.
L'emittente televisiva gallese S4C è responsabile per le partecipazioni alla competizione corale.

## Partecipazioni
- Primo posto
- Secondo posto
- Terzo posto

| Anno | Coro                   | Lingua                 | Brano/i                                       | Posizione |
| ---- | ---------------------- | ---------------------- | --------------------------------------------- | --------- |
| 2017 | Côr Merched Sir Gâr    | Ceco, Gallese, Inglese | O, Mountain, O Mil harddach Wade in the Water | 2°        |
| 2019 | Ysgol Gerdd Ceredigion | Irlandese, Gallese     | Cúlna Ar Lan y Môr                            | NF        |

## Direttori
Le persone che hanno condotto i cori durante la manifestazione:
- 2017-2019: Islwyn Evans